# John Alcott
John Alcott (ur. 1931 w Londynie, zm. 28 lipca 1986 w Cannes) – brytyjski operator filmowy. Zdobywca Oscara za najlepsze zdjęcia do filmu Barry Lyndon (1975).
Pracę w filmie rozpoczął w latach 50. Samodzielnie za zdjęcia zaczął odpowiadać na początku lat 70. Sławę przyniosła mu długoletnia współpraca z reżyserem Stanleyem Kubrickiem. Wspólnie nakręcili Mechaniczną pomarańczę (1971), Barry’ego Lyndona (1975) oraz Lśnienie (1980). Wcześniej Alcott znajdował się w ekipie realizującej 2001: Odyseję kosmiczną (1968).